# Ноеминь
Ноеми́нь (ивр. נעמי‎ [Наоми/Нооми]) — жена Елимелеха и свекровь Руфи, одна из главных фигур Книги Руфь.
Ноеминь была еврейкой из племени Иуда, которая жила в Моаве с мужем и двумя сыновьями. Они перебрались в Моав из-за сильного голода в Вифлееме, где они жили раньше.
Имя Ноеминь означает «приятная», и это значение обыгрывается в Книге Руфь: «не называйте меня Ноеминью, а называйте меня Марою, потому что Вседержитель послал мне великую горесть» (Руфь. 1:20) говорит Ноеминь после смерти её мужа и двух сыновей.